# 最後誓言
〈最後誓言〉（His Last Vow）是英國電視劇《新福爾摩斯》第三季的季終集，於2014年1月12日在BBC One頻道首播。此集的編劇為史蒂芬·莫法特，由尼克·赫倫執導、大衛·阿諾德及馬克爾·派斯配樂。除了固有的班尼狄·甘巴貝治和馬田·費曼主演外，飾演反派查理斯·奧古斯都·馬格努森的拉尔斯·米科尔森亦是主角。
本集改編自福爾摩斯原著小說《查爾斯·奧卡斯塔·麥維頓探案》，講述福爾摩斯和華生受客戶委托，向傳媒巨頭查理斯·奧古斯都·馬格努森取回一份勒索材料，然而信件根本不存在。儘管如此，福爾摩斯還是選擇殺死馬格努森，以防他再次害人。同時，華生發現其妻瑪麗·摩斯坦曾經擔任間諜，使到華生相當驚訝。
劇集最終在首播時共有877萬觀眾收看，收視率為32.1%。雖然這是第三季中收視最低的一集，這集卻是英國歷史上被Twitter得最多次的電視劇。同時，劇集和尼克·赫倫的演出均得到評論家的認同。此外，甘巴貝治和費曼憑此集分別贏得艾美獎的迷你影集或電視電影最佳男主角獎及迷你影集或電視電影最佳配角獎；莫法特則問鼎迷你影集、電視電影或劇情類特別節目最佳編劇獎。

## 劇情
劇集一開始，華生則受友人所托要前往某毒窟找回其的兒子，令華生沒想到的是，他抵達毒窟後竟發現夏洛克在吸毒。這場面令華生、友人茉莉和夏洛克的哥哥邁克羅夫特非常失望。為此，華生要求夏洛克接受戒毒治療，但後者堅稱他吸毒是為了辦案。不久後，華生又發現素來自命清高的夏洛克竟然在與一位女子談戀愛，而那名女子就是之前在婚宴上替瑪麗當伴娘的潔琳，這使得華生更感驚訝。原來，這一切都是為了辦案：就在華生新婚後，一名女政府官員史默伍受到傳媒大亨、有「勒索界拿破崙」之稱的查理斯·奧古斯都·馬格努森要脅，令她停止對其調查，否則就會將其夫與未成年女子發生性行為一事公諸於世。可是，她不甘受到馬格努森擺佈，於是請求夏洛克相助，把證據奪回。出於對馬格努森的反感，夏洛克決定接手此案。同時，為使馬格努森中計，夏洛克先去吸毒，又追求馬格努森的秘書潔琳，然後又把吸毒一事告訴她。夏洛克相信這樣做可令自己吸毒的消息傳入馬格努森耳中，令後者以為真的捉到其痛處，變得輕敵，從而增大擊敗他的機會。
之後，夏洛克又生一計，他打算向潔琳求婚，籍以進入馬格努森守備森嚴的辦公室。然而，當夏洛克來到之時，卻驚見有人捷足先登，並用槍指嚇馬格努森，而此人正是華生的太太瑪麗。瑪麗看到突如其來的夏洛克頓時措手不及而對其開槍，接著叫了救護車後便迅速離開，夏洛克亦因此险些送命。原來，瑪麗曾經當過政府特工，後因厭倦了刀光劍影的生活而穩退下來。及後，夏洛克用计把瑪麗的身世告之華生，後者對妻子的作為怒不可遏，但最終在福爾摩斯的開導和說服之下，華生還是原諒了她。
另一方面，為找出馬格努森與瑪麗的關係，夏洛克與前者見面。馬格努森坦言他是從某渠道得悉瑪麗的過去，而他這樣做是為了威脅邁克羅夫特，因他深信瑪麗是華生最愛的人，因此華生會為瑪麗付出。同時，華生又是夏洛克最珍重的朋友，故夏洛克會幫華生。另一方面，身為夏洛克的哥哥，邁克羅夫特又會保護他的弟弟。馬格努森推論只要在情報界身居津要的邁克羅夫特屈從於他，他就能控制整個國家。夏洛克聞之，暗生一計，於是他先偷走其兄的手提電腦，並和華生一同抵達馬格努森的府第，設法破壞其存放勒索材料的資料庫。
馬格努森喜見二人的到來，夏洛克提議用邁克羅夫特存有國家機密的手提電腦作為條件，以容許他們帶入資料庫，並取回客戶和瑪麗的勒索材料。馬格努森同意這交易，又帶二人到一房間。然而，正當二人走進這房間後，竟發現這兒空無一物。原來，馬格努森擁有驚人的記憶力，他能夠在閱讀報導和資料後就過目不忘，並向敲詐對象宣稱有證據在手，令對方屈服。夏洛克得悉後深感意外，馬格努森則開出放過瑪麗的條件：要彈華生的臉和眼睛——亦即在福爾摩斯面前羞辱華生。
華生接受這交易，邁克羅夫特已發現自己的電腦被偷走，故派武裝警員到達馬格努森的居所。馬格努森告訴福爾摩斯和華生他們倆明天將以「企圖販賣國家機密」為標題，出現在頭條新聞。夏洛克在最后时刻問馬格努森他資料是否有備份，後者訕笑著回答道根本沒有什麼資料，接著福爾摩斯就掏出手槍當場擊斃馬格努森，随后他被判謀殺，必須到東歐進行間諜任務。可是就在他起飛4分钟後，全英國的電視廣播同時出現了已死去的莫里亞蒂向觀眾問好的畫面。為了調查此事，夏洛克的間諜任務取消，並立即回國，劇集至此結束，為下季留下懸念。

## 出典
〈最後誓言〉是改編自福爾摩斯原著小說《查爾斯·奧卡斯塔·麥維頓探案》。在小說和這集中，反派都是善於勒索，並且也是死於槍下。同時，上門找福爾摩斯的客戶均是受到反派威脅。不同的是，奸角的名字有所不同。在劇中，他的全名是查爾斯·奧卡斯塔·麥維頓﹔而在劇集裡，他名為查理斯·奧古斯都·馬格努森。另一方面，儘管他也是死於槍下，但兇手有所不同。在原著中，下殺手的是麥維頓的其中一名受害人，而在電視劇中，殺人的正是福爾摩斯。
本集的標題是取自《最後致意》，按時間順序，這是福爾摩斯探案中最後一部著作。在這部短篇故事中，福爾摩斯誓言要保護華生、瑪麗以及他們尚未出生的孩子﹔而在這一集中，福爾摩斯也極力保護華生。劇中一些的細節同樣是改編自《最後致意》，比如邁克羅夫特安排其弟到東歐當臥底﹔在原著中，福爾摩斯因要對付德國派來的間諜而接受哥哥給予的臥底工作。潔琳告訴福爾摩斯她將會購入一間位置的別墅，在原著中，福爾摩斯在退休後就是在該郡養蜂。福爾摩斯在登機前對華生說「最終東風會把我們帶走」（the east wind takes us all in the end）是出自小說中福爾摩斯慨嘆第一次世界大戰即將會奪去無數人的生命。
劇集還改編了其它福爾摩斯原著小說。在劇中，福爾摩斯相約瑪麗到一空置單位會面，又安排華生躲起來，聆聽瑪麗的辯解，瑪麗看到華生的身影以為是福爾摩斯放置的假人。事實上，放置假人的劇情是取自於《空屋》，福爾摩斯為了避過暗殺而在貝克街221B號的窗前布置一尊很像自己的蠟像。另一方面，瑪麗在華生得悉她的過去後把一USB記憶體給他，記憶體上面寫著「A. G. R.A.」四字，這是出自於《四簽名》中，寶藏藏身的地點—位於印度的阿格拉堡（Agra fort）。至於劇集初段，華生替友人搜回吸毒的兒子時意外發現福爾摩斯，此劇情源於《歪嘴的人》，略有不同的是，華生是協助友人尋找吸食鴉片的丈夫。

## 製作

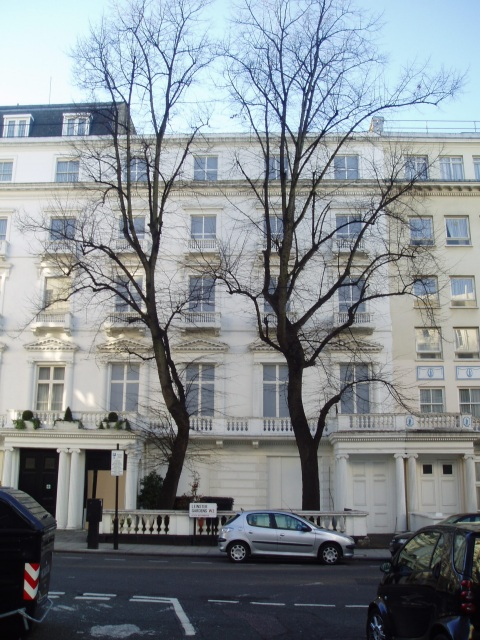
在劇中，福爾摩斯曾相約瑪麗於一空置建築外會見。這一幕是取景於倫敦的萊恩斯特花園23至24號。與劇中描述相同，這建築僅有一假立面，內部是倫敦地鐵通風口。

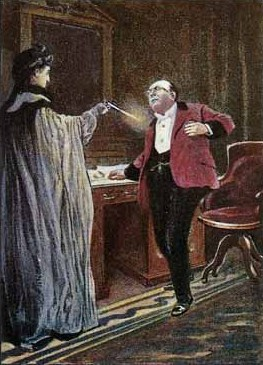
在原著《查爾斯·奧卡斯塔·麥維頓探案》中，反派麥維頓是被一女受害人殺掉；而在本劇中，則是福爾摩斯動手。這劇情上的修改引起了一些原著讀者的不悅。

### 選角
2013年7月，劇組確立查理斯·奧古斯都·馬格努森由丹麥演員拉尔斯·米科尔森擔任，而事實上，這並非米基辛首次參與《新福爾摩斯》的演出，早在〈空靈柩〉一集中，他就曾出現於劇中的最後一幕，重複觀看著華生被救出的片段。編劇史蒂芬·莫法特透露，劇組打算使用一美國演員扮演馬格努森，但製作人蘇惟周提議起用米基辛。為確立
米基辛有足夠的演技出演這集，蘇惟周親自來到倫敦東部，安排米基辛參與試鏡。在這場試鏡中，他需要裝作撤尿，最終他通過試鏡，得以參演。米基辛憶述他當時接過劇本後就非常喜歡這集，並隨即決定接受劇組的邀請，出演馬格努森一角。
另一方面，部份曾在之前數集客串演出的角色也在本集再度登場，當中包括於上一集飾演花童的路易士．莫法特，以及在〈空靈柩〉扮演福爾摩斯雙親的蒂莫西和雲達·文森姆。路易士·莫法特在現實中是蘇惟周和史蒂芬·莫法特的兒子，在這一集，他串演年少的福爾摩斯。至於蒂莫西和文森姆則繼續飾演福爾摩斯兄弟的父母。同樣地，蒂莫西和文森姆在現實中確實為班尼狄·甘巴貝治的父母。

### 劇本創作
本集的劇本是由史蒂芬·莫法特編寫。此前，他曾擔當〈連環粉紅命案〉、〈貝爾戈維亞醜聞〉和〈三人征兆〉的編劇。莫法特指死去的莫里亞蒂再次出場早於籌備第二季時已經編排好。雖然如此，他否認這名逆角未死，在一場觀眾問答會上，他就明言：「我在你面前裝死，而你又在我面前佯死，這劇情未免太糟了吧?」。至於莫里亞蒂為何會忽然出現，莫法特拒絕透露，並指觀眾只要等「數年」就知道答案。同時，莫法特又補充，之所以安排莫里亞蒂於集中的最後一刻才出現是為了給觀眾「一些震撼感」。
至於劇中的另一名奸角—查理斯·奧古斯都·馬格努森，莫法特稱馬格努森與跟莫里亞蒂有所不同：後者為人風趣，是個討人喜愛的角色。然而，馬格努森則是一個「從頭到腳都讓人討厭」的反派。為了凸顯出馬格努森的變態，劇組特意安排米基辛在劇中做出使人討厭的行為，例如在福爾摩斯居所的火爐旁小便以及用手指彈華生的臉。甘巴貝治和費曼相信，這些行為的用意是把被勒索者的精神「一片片的剝落」，最終令人崩潰。
福爾摩斯向潔琳求婚是出自莫法特的手筆。莫法特指他在12歲時曾經讀過《查爾斯·奧卡斯塔·麥維頓探案》，當中有福爾摩斯為了潛入麥維頓的屋子而向其女佣求婚的劇情。莫法特對於這一幕感到相常不安，為此，他特意在此集加入了福爾摩斯向潔琳求婚，而後者卻把二人關係賣給傳播的橋段，借此為書中的女佣報復。蘇惟周稱求婚一幕是她最喜歡的，她憶述這幕在播出後即隨引來觀眾在Twitter的反彈，批評這不合福爾摩斯的性格。然而，當他們得悉這是福爾摩斯的計策後又立即在Twitter向劇組致歉。
年少福爾摩斯的出現也是刻意安排的，為的是滿意觀眾需要。莫法特解釋福爾摩斯的雙親曾在〈空靈柩〉登場，劇組相信這會令觀眾想到「年少的福爾摩斯會是怎麼樣」的問題。因此，劇組安排了年輕版福爾摩斯出場。

### 拍攝
隨著《新福爾摩斯》日漸受到大眾的追捧，劇集在拍攝期間不時引來大量的人前來觀摩。有見及此，劇組以「為免影響拍攝進度和團隊」為理由，拒絕向公眾交代〈最後誓言〉的取景地點。儘管如此，自劇組於2013年7月29日開鏡以來，劇組的行蹤還是被路人發現，並被上傳至互聯網。當中，除了常設的高爾北街185號充當貝克街221B號和聖巴多羅買醫院外，大部份的外景都是取自卡迪夫：福爾摩斯中槍後入住的醫院其實是卡迪夫大學的一座醫學大樓、福爾摩斯與馬格努森對話的地方則拍攝於一間鄰近加迪夫中央車站餐廳。
其餘的取景地點還有位於南威爾士的聖安森軍用飛行場，這是福爾摩斯拜別華生的地方。至於福爾摩斯相約瑪麗會面一幕則是拍攝於倫敦的萊恩斯特花園23至24號。在現實中，這單位正如劇中所言只有一面假立面，內部為地鐵機房。馬格努森的居所則取景於告羅士打郡邊緣的溫斯黑別墅，該房子的擁有人是英國工程企業家大衛·麥可莫特瑞爵士，華生被馬格努森彈臉就是在這兒拍攝的。費曼稱，彈臉一戲因光線問題，足足花了三天才能拍完。同時，由於米基辛彈他時均出盡全力，故拍攝過程「十分難受」。

## 評價和回響
〈最後誓言〉於UTC2014年1月12日下午8:30在BBC One和BBC HD頻道首播。初步的收視報告指，英國當晚共有877萬人通過電視收看這集，收視率為31.9%，這數字相比第三季首集〈空靈柩〉略低約兩個百分點。但隨後發佈的調查中，收看人數則攀升至1138萬，這與前集的收視相近。另一方面，劇集在電子版上也取得高收視，直至2014年10月，逾290萬人在BBC iPlayer觀看這一集，是收看人數第7高的電視節目。
英國電影分級委員會把這集列為12級，即適合12歲以上的觀眾收看，理由是劇中帶有「溫和的暴力、吸毒鏡頭和一個髒話」。此外，本集已被收藏在《新福爾摩斯》第三季的影碟中，並以DVD和藍光光碟的形式在2014年1月20日發售。

### 專業評價
〈最後誓言〉取得廣泛的讚賞。獨立出版社《Den of Geek》稱這集的劇情很精彩，是《新福爾摩斯》季度最終回中最棒的一集。《鏡報》的馬克·傑富瑞指這集顯然是第三季中最出色的一集，並對米基辛的演出表示嘉許。同樣來自《鏡報》的約翰·雲汀評論道：「從不同的角度來說，這集都是歷年來最好看的《新福爾摩斯》」，又把這集給了滿分。美國的《哈芬登郵報》也持正面評價，稱此集的劇本和演出均非常出色，為第三季留下美好的終結。《每日電訊報》的莎莉亞指這集「是最好的」，又云莫法特是編寫福爾摩斯劇作的高手，唯美中不足的是劇情「有些空洞」，故她在五星為滿分下給了這集四顆星。《衛報》認為這集是「完美的」，蓋因此集「充滿智慧和創意」。《獨立報》對此集留下深刻印象，更稱這集值得一看再一看，直至第四季播出為止。《每日電訊報》的另一名評論家克里斯·哈維對莫里亞蒂突然出現的安排讚不絕口，指這一幕「玩味十足，處理得十分俐落」，而且讓人意想不到。印度報章《Mint》同樣認為這是《新福爾摩斯》系列中最出眾的一集，更指這集顛倒了人們過去對小說人物的認知，這現象是前所未有的。同時，該報還讚揚劇集的拍攝手法，特別是福爾摩斯中槍倒地一幕是「大膽的嘗試」。
雖然劇集得到眾多的好評，並不是每人都喜歡這集。《娛樂周刊》的傑夫·詹森對於福爾摩斯殺人感到不快，他認為劇中的福爾摩斯擁有驚人的頭腦。故此，福爾摩斯應該是智取馬格努森，而非訴諸武力。湯·基利在《每日郵報》撰文，指劇中的馬格努森被描繪成資本家、於外國出生的媒體大亨，實質是影射魯珀特·梅鐸。也有福爾摩斯小說的讀者批評劇集沒有忠於原著，他們認為馬格努森應該如書所言，是被女受害人殺害的，而非死於福爾摩斯手中。對於此指控，莫法特和馬克·加蒂斯也表示了反駁：
莫法特：如果你有看過《查爾斯·奧卡斯塔·麥維頓探案》的話，華生醫生在小說開場時提到「我現在講的事情發生在許多年以前，儘管如此，我說起來還是有些擔心。因為在很長時間裡，哪怕是最謹慎、最有節制地把事實講出去，都是不可能的」。我認為阿瑟·柯南·道爾想暗示的是福爾摩斯和華生坐在貝克街說：「對，我們現在就去殺掉他吧，可不是嗎?這是我們唯一可做的」。於是，他們就闖入麥維頓的居所，殺死他，然後華生醫生在寫這故事時特意把麥維頓之死改成他人所為。
加蒂斯：他們帶了竊賊面具，躲在窗簾後，一個女人突然出現，射殺麥維頓，然後踏他的臉，這不合理，不是嗎？所以我認為真相是想說明「他真的做到了」。
莫法特：假如福爾摩斯決定殺某人，他一定會去做。我不覺得這對他來說是個問題。

加蒂斯：他形容麥維頓是個瘟神，是一個要除之而後快的人。
貝克-懷特洛認為莫法特刪去女受害人殺人的情節是歧視女性。她在《The Daily Dot》指莫法特不論在《異世奇人》或是《新福爾摩斯》也有矮化女角的習慣，故此稱他有厭女症。

### 榮譽
〈最後誓言〉取得數個艾美獎和選擇獎提名。其中，劇集在第66屆黃金時段艾美獎一舉奪得7個獎項，是該屆頒獎禮的大贏家。
| 獎項           | 頒獎日期      | 類別                                     | 得獎者                                                          | 結果 |
| -------------- | ------------- | ---------------------------------------- | --------------------------------------------------------------- | ---- |
| 選擇獎         | 2014年6月19日 | 最佳作品                                 | 〈最後誓言〉                                                    | 提名 |
| 選擇獎         | 2014年6月19日 | 迷你劇／電影類最佳男主角                 | 班尼狄·甘巴貝治                                                 | 提名 |
| 選擇獎         | 2014年6月19日 | 迷你劇／電影類最佳男配角                 | 馬田·費曼                                                       | 提名 |
| 選擇獎         | 2014年6月19日 | 迷你劇／電影類最佳女配角                 | 阿曼達·艾賓頓                                                   | 提名 |
| 黃金時段艾美獎 | 2014年8月25日 | 最佳電視電影                             | 〈最後誓言〉                                                    | 提名 |
| 黃金時段艾美獎 | 2014年8月25日 | 迷你影集或電視電影最佳男主角獎           | 班尼狄·甘巴貝治                                                 | 獲獎 |
| 黃金時段艾美獎 | 2014年8月25日 | 迷你影集或電視電影最佳男配角獎           | 馬田·費曼                                                       | 獲獎 |
| 黃金時段艾美獎 | 2014年8月25日 | 迷你影集或電視電影最佳導演獎             | 尼克·赫倫                                                       | 提名 |
| 黃金時段艾美獎 | 2014年8月25日 | 迷你影集或電視電影最佳編劇獎             | 史蒂芬·莫法特                                                   | 獲獎 |
| 黃金時段艾美獎 | 2014年8月25日 | 迷你劇集／電視電影／特別節目最佳選角     | 祖莉亞·達夫、基利·羅滋·占士                                     | 提名 |
| 黃金時段艾美獎 | 2014年8月25日 | 最佳迷你劇集/電視電影攝影                | 加利拿·基迪                                                     | 獲獎 |
| 黃金時段艾美獎 | 2014年8月25日 | 最佳迷你劇集／電視電影／特別節目服裝     | 莎拉·亞瑟、賽·獲夫                                              | 提名 |
| 黃金時段艾美獎 | 2014年8月25日 | 最佳迷你劇集／電視電影／特別節目編曲     | 大衛·阿諾德、馬克爾·派斯                                        | 獲獎 |
| 黃金時段艾美獎 | 2014年8月25日 | 最佳單攝像機迷你劇集／電視電影圖像剪輯   | 欣·米絲                                                         | 獲獎 |
| 黃金時段艾美獎 | 2014年8月25日 | 最佳迷你劇集／電視電影／特別節目音效剪輯 | 道格·辛克萊、斯圖爾特·麥高華、喬恩·喬伊斯、保羅·麥法特、蘇·赫汀 | 獲獎 |
| 黃金時段艾美獎 | 2014年8月25日 | 最佳迷你劇集／電視電影混音               | 約翰·文迪、候活·包禾夫、道格·辛克萊、彼得·吉華                  | 提名 |

## 外部連結
- 互联网电影数据库上His Last Vow的资料（英文）